# Hans Krása
Hans Krása (Praga, 30 de novembre de 1899 - Auschwitz-Birkenau, 17 d'octubre de 1944) va ser un compositor txec, assassinat durant l'Holocaust a Auschwitz. Va ajudar a organitzar la vida cultural al camp de concentració de Theresienstadt.

## Biografia
Hans Krása va néixer a Praga, de pare advocat, que procedia d'una família txeca, i mare alemanya, de religió jueva. Va estudiar tant piano com violí quan era nen, i composició a l'Acadèmia de Música alemanya de Praga. Després de graduar-se, va esdevenir un répétiteur al Neues Deutsches Theater, on va conèixer al compositor i director Alexander von Zemlinsky, que tindria una gran influència en la seva carrera.
El 1927 va seguir Zemlinsky a Berlín, on va ser presentat a Albert Roussel. Les seves primeres influències foren Gustav Mahler, Arnold Schönberg i Zemlinsky. També sentia afinitat per la música francesa, especialment el grup de compositors coneguts com el Grup dels Sis (Georges Auric, Louis Durey, Arthur Honegger, Darius Milhaud, Francis Poulenc i Germaine Tailleferre) i va fer diversos viatges a França per estudiar amb Roussel, mentre vivia a Berlín. Krása finalment va tornar, nostàlgic, a Praga a reprendre la seva antiga feina com a répétiteur al Neues Deutsches Theater.
El seu debut com a compositor va arribar amb les seves Quatre cançons orquestrals op. 1, basades en les Galgenlieder de Christian Morgenstern. L'obra va ser representada per primera vegada sota la direcció de Zemlinsky a Praga, el maig de 1921, i va ser àmpliament aclamada. Van seguir-la un quartet de cordes, un conjunt de cinc cançons per a veu i piano i la seva Symphonie für kleines Orchester, que es va estrenar el 1923 a Boston, dirigida per Serge Koussevitzky, i que fou interpretada posteriorment a Zúric i París. El seu major èxit, però, va ser l'òpera Verlobung im Traum (Esposalles en un somni), basada en la novel·la El somni de l'oncle, de Dostoievski. Aquest treball es va representar per primer cop al Neues Deutsches Theater de Praga el 1933, dirigida per Georg Szell, i va ser guardonat amb el Premi de l'Estat Txecoslovac.
El 1938 va escriure Brundibár, òpera per a nens basada en una obra de teatre d'Aristòfanes, per a un concurs del Ministeri d'Educació; però no es va poder estrenar per la invasió alemanya de Polònia. Es va estrenar clandestinament el 1941 a l'asil jueu. Aquest fou el darrer treball de Krása abans de ser arrestat pel nazisme el 10 d'agost de 1942, i deportat al camp de concentració de Theresienstadt, on es va tornar a representar Brundibár fins a 55 vegades. L'òpera apareix també a la pel·lícula de propaganda del camp de concentració feta per a enganyar la Creu Roja el 1944. Durant el seu internament al gueto, Krása va produir una sèrie d'obres de cambra, tot i que, degut a les circumstàncies, algunes d'elles no varen sobreviure.
Al camp de concentració, Krása va estar casat amb Eliska Kleinová durant alguns mesos, per evitar la seva deportació com a dona soltera.
El seu estil musical, tot i disposar d'una sòlida base en la música dels mestres clàssics i romàntics, va ser fortament influenciat per les noves orientacions de principis del segle xx, especialment l'impressionisme i la resta de la música francesa. Conscientment va tractar de reconciliar la tonalitat tradicional amb la modernitat. Sobre el seu estil musical, Krása va escriure: "Sóc prou audaç, com a compositor modern, d'escriure música melòdica. Això reflecteix la meva actitud cap a la música, es digui moderna o qualsevol altra cosa. La meva música està estrictament fonamentada en el concepte de caràcter melòdic accessible".
Krása va ser traslladat a Auschwitz la nit del 16 d'octubre de 1944, juntament amb altres compositors com Viktor Ullmann, Pavel Haas i Gideon Klein. Va ser assassinat a la cambra de gas l'endemà, el 17 d'octubre de 1944, quan encara no havia complert els 45 anys.

## Obres
| Any     | Opus    | Obra | Tipus d'obra               | Durada |
| ------- | ------- | --- | -------------------------- | ------ |
| 1920    | Opus 01 | Grottesques / 4 Orchesterlieder (text de Christian Morgenstern: Galgenlieder), 4 cançons orquestrals per a baríton i orquestra. | Música orquestral          | -      |
| 1921-23 | Opus 02 | Streichquartett [Quartet de cordes] | Música de cambra (quartet) | -      |
| 1921-23 |         | Symphonie für kleines Orchester [Simfonia per a petita orquestra], per a soprano i petita orquestra. (textos d'Arthur Rimbaud, traduïts a l'alemany per Max Brod).                                                                        | Música orquestral          | -      |
| 1925c.  | -       | Der Schläfer im Tal (Cançó sobre un text de Rimbaud, «Le dormeur du val»), per a baix i orquestra de cambra | Música vocal               | 05:00  |
| 1925    | -       | Pastorale et Marche | -                          | -      |
| 1925-26 | Opus 04 | Fünf Lieder op. 4, per a veu i piano [1. Ihr Mädchen seid wie die Gärten (Rainer Maria Rilke).- 2. An die Brüder Lettisches (Volkslied).- 3. Mach, daß etwas uns geschieht! (Rilke).- 4. Die Liebe (Catul).- 5. Vice versa (Morgenstern)] | Música vocal (piano)       | -      |
| 1928-30 |         | Verlobung im Traum [Esposalles en un somni] (R. Fuchs y R. Thomas, segons la novel·la de Dostoievski), òpera en dos actes | Música d'òpera             | -      |
| 1931    |         | Die Erde ist des Herrn [La terra és el Senyor]. Cantata per a solistes, cor i orquestra | Música coral (orquestra)   | -      |
| 1934    |         | Música per a l'obra escènica Lysistrata (Text: Max Brod) (mai interpretada) | Música teatral             | -      |
| 1934-35 |         | Música per a l'obra escènica Mládî v hře (Adolf Hoffmeister) [El jovent es diverteix] | Música teatral             | -      |
| 1935    | Opus 17 | Chants tchèques, per a cor de nens i quartet de cordes op. 17 | Música coral (instruments) | -      |
| 1935-36 |         | Thema mit Variationen, per a quartet de cordes | Música de cambra           | 10:00  |
| 1936    |         | Kammermusik, per a clavicèmbal i 7 instruments (4 clarinets, trompeta, violoncel i contrabaix) | Música de cambra           | 15:00  |
| 1938    |         | Brundibár, òpera per a infants. (Estrena: Praga 1938. Revisada 1943-44, estrena: Theresienstadt 1943) | Música d'òpera             | 30:00  |
| -       |         | Suite de Brundibár, per a conjunt instrumental (arranjat per Petr Pokorny) | Música instrumental        | 14:00  |
| 1943    |         | Tanz, per a trio de cordes. | Música de cambra (trio)    | 14:00  |
| 1943    | -       | Drei Lieder [Tri písne] (text de Rimbaud, trad. Vítězslav Nezval), per a baríton, clarinet, viola i violoncel | Música vocal (instruments) | 04:00  |
| 1944    |         | Passacaglia und Fuge, per a trio de cordes | Música de cambra (trio)    | 35:00  |
| 1943-44 |         | Ouvertüre für kleines Orchester | Música orquestral          | 07:00  |
| -       |         | Música per a l'obra escènica 800 mètres (André Obey) | Música teatral             | -      |

## Enregistraments
- Terezín - Theresienstadt, amb les seves tres cançons a partir de poemes d'Arthur Rimbaud, Čtyřverší, Vzrušení i prátelé. Interpretades per Cristiano Gerhaher, Anne Sofie von Otter. Deutsche Grammophon, 2007[21]
- Hawthorne String Quartet: Pavel Haas and Hans Krása: String Quartets – Decca 440 853-2[22]
- The Complete String Trios of Hans Gál and Hans Krása [Ensemble Epomeo; Avie] AVIE RECORDS AV2259[23]
- Hans Krása: Brundibár. An Opera for Children. Music of Remembrance. Director: Gerard Schwarz. Naxos 2007.[24]